# Iisaku
Iisaku (německy Isaak) je městečko v estonském kraji Ida-Virumaa, samosprávně patřící do Alutaguse.

## Další fotografie

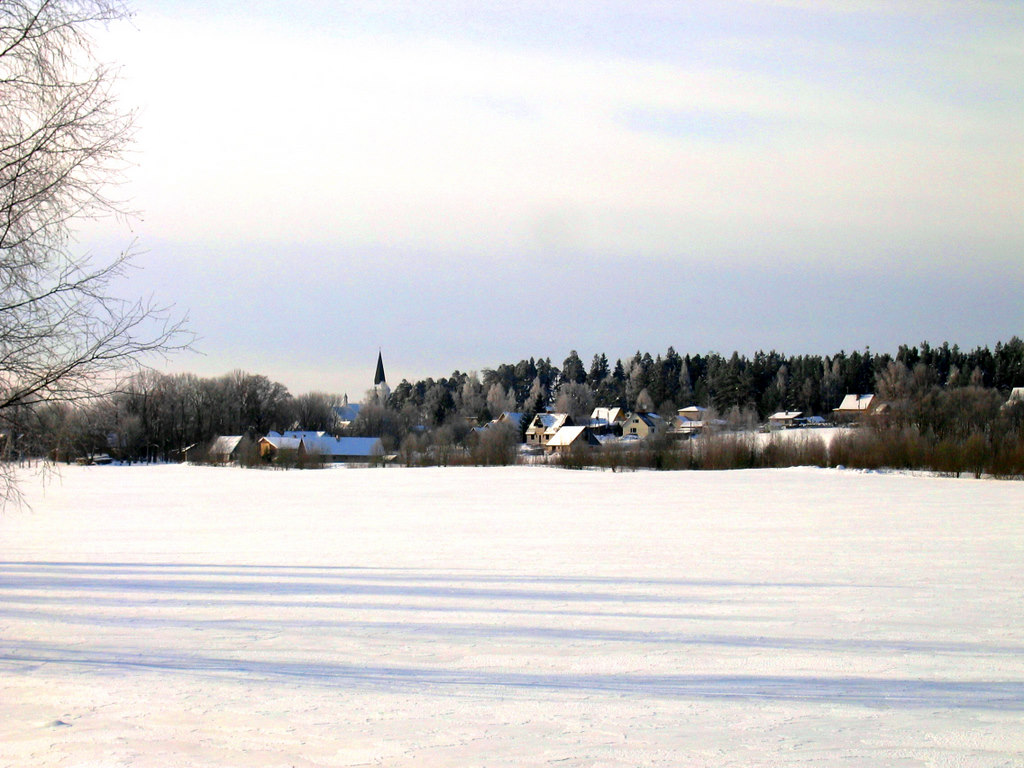
Iisaku v zimě